# 特工任務
《特工任務》是2023年中国大陆反间谍题材电视剧，由趙寶剛執導，韓庚、魏大勛、李一桐、周放領銜主演，王麗坤、楊祐寧特邀主演，王陽特別出演，該劇於2021年11月—2022年4月拍摄，2023年9月20日在北京衛視、東方衛視、愛奇藝首播。
該劇講述一款名為“特工任務”的虛擬遊戲中，讓玩家在未知的情况下暗中展開線下的間諜活動，為此津海市國安人員進入遊戲中來抓住幕後黑手，維護國家安全。

## 播出時間
| 頻道     | 所在地   | 首播日期      | 備註 |
| 北京衛視 | 中国大陆 | 2023年9月20日 |      |
| 東方衛視 | 中国大陆 | 2023年9月20日 |      |
| 愛奇藝   | 中国大陆 | 2023年9月20日 |      |

## 演員列表

### 主演
| 演員   | 角色   | 介紹 |
| 韓庚   | 高天陽 | 代號: 老高不高興 等級: 1級 津海市國安局偵察科科長，黃嘉明的外甥，黃子誠的表哥，吳熙的前任                                    |
| 魏大勛 | 黃子誠 | 28歲 ，代號: Dana. Huang 等級: 28級 津海人，出生: 1991年7月26日 自由業者，黃嘉明的兒子，高天陽的表弟，「特工任務」的遊戲玩家 |
| 李一桐 | 姚瑤   | 25歲，代號: 安娜 等級: 42級 津海人，出生: 1994年8月5日 「特工任務」的遊戲玩家，有海外留學背景                                |
| 周放   | 吳熙   | 代號: 風箏 等級: 18級 潛伏在「特工任務」的省廳情報人員，高天陽的前任                                                         |

### 國安局偵察科
| 演員   | 角色   | 介紹                                                    |
| 孫強   | 秦懷仁 | 津海市國安局偵查科處長                                  |
| 李曉峰 | 安佑晨 | 津海市國安局技術科科長                                  |
| 丁川   | 趙石   | 代號: 石頭，省廳的技術人員 電腦、遊戲高手，負責技術支援 |

### 夜霧組織
| 演員   | 角色   | 介紹                                                                           |
| 王麗坤 | 張嘉惠 | 30歲，代號: 張老闆 漁樾居酒屋的老闆，肖逸的情人                                |
| 楊祐寧 | 肖逸   | 35歲 津海人，出生: 1984年10月25日 津港國際賽車俱樂部的教練，張嘉惠、朱言的情人 |
| 鄭羅茜 | 陳婷   | 33歲 雲逸集團董事長，方永平、韓杰的情人 負責獲取、提供情報                     |
| 朱雨辰 | 韓杰   | 鮪魚王的老闆，陳婷的情人，漁樾居酒屋的供應商 負責運送走私物品                  |
| 尹子維 | 托尼   | 特工任務線下運營專員                                                           |
| 霄宇   | 石磊   | 27歲，代號: 教授 津海大學生物化學系 研究生，津海生物研究所員工 于瀟玥的男朋友  |

### 特工任務遊戲
| 演員   | 角色   | 介紹                                         |
| 康可人 | 姜小花 | 代號: 姜小花 等級: 28級 黃子誠的遊戲夥伴     |
| 徐揚灝 | 杜濤   | 28歲，代號: 深藍 等級: 23級 線下負責運送情報 |

### 津海生物研究所
| 演員   | 角色   | 介紹                                                                                 |
| 岳躍利 | 黃嘉明 | 高天陽的舅舅，黃子誠的爸爸 津海生物研究所所長，津海生物集團副總裁                    |
| 候長榮 | 邊策   | 邊博士，津海生物研究所博士，B13項目的負責人                                          |
| 霄宇   | 石磊   | 27歲，代號: 教授 津海大學生物化學系 研究生，津海生物研究所員工 于瀟玥的男朋友        |
| 何杜娟 | 于瀟玥 | 津海大學生物醫學系 研三生，津海生物研究所實習生 邊博士的學生，石磊的女朋友，學術網紅 |

### 其他演員
| 演員   | 角色   | 介紹                                                            |
| 王陽   | 周哲一 |                                                                 |
| 張雅玫 | 朱言   | 31歲 津海人，出生: 1988年2月27日 津海高鐵集團的員工，肖逸的情人 |
| 張昊唯 | 方陸   | 姚瑤的前夥伴兼大學同學，雲美術館的老闆                          |
| 劉之冰 | 方永平 | 津海市副市長，方陸的爸爸，陳婷的情人                            |
| 史超   | 鄭國賢 | 方永平的秘書                                                    |
| 佟悅   | 趙軍   | 小月島渡假村老闆                                                |
| 金賢正 | 冉飛   | 漁樾居酒屋的員工                                                |
| 李志希 | 馮子祥 | 馮博士，48歲，生物、基因、病毒學家                              |

## 奖项
| 年份   | 頒獎典禮           | 獎項         | 入围者       | 結果 |
| ------ | ------------------ | ------------ | ------------ | ---- |
| 2024年 | 第34届电视剧飞天奖 | 优秀电视剧奖 | 《特工任务》 | 提名 |